# Resolutie 2112 Veiligheidsraad Verenigde Naties
Resolutie 2112 van de Veiligheidsraad van de Verenigde Naties werd op 30 juli 2013 met unanimiteit van stemmen aangenomen door de VN-Veiligheidsraad en verlengde de vredesmacht in Ivoorkust verder met elf maanden. Het militaire component van de vredesmacht werd ook ingekrompen tot maximaal 7137 manschappen.

## Achtergrond
In 2002 brak in Ivoorkust een burgeroorlog uit tussen de regering in het christelijke zuiden en rebellen in het islamitische noorden van het land. In 2003 leidden onderhandelingen tot de vorming van een regering van nationale eenheid en waren er Franse en VN-troepen aanwezig. In 2004 zegden de rebellen hun vertrouwen in de regering op en namen opnieuw de wapens op. Het noorden van het land werd voornamelijk door deze Forces Nouvelles gecontroleerd.
Na de presidentsverkiezingen eind 2010 ontstonden wederom onlusten toen zittend president Laurent Gbagbo op post bleef ondanks de internationaal erkende overwinning van Alassane Ouattara.

## Inhoud
De Veiligheidsraad verlengde het mandaat van de UNOCI-vredesmacht en de Franse ondersteunende troepen tot 30 juni 2014. De missie moest tegen dan ook hervormd zijn en bestaan uit maximaal 6945 militairen en 192 militaire waarnemers. Het politiecomponent bleef op 1555 personeelsleden. De vredesmacht moest zich ook gaan richten op de meest risicovolle gebieden om de bevolking te beschermen en de veiligheidssituatie te stabiliseren. De bedoeling was de vredesmacht vervolgens nog verder in te krimpen zodat de Ivoriaanse overheid haar rol geleidelijk kon overnemen.
Het mandaat bestond erin de bevolking te beschermen en de overheid te helpen met het ontwapenen en herintegreren van strijders en hervormen van de veiligheidssector. Ook werd toegezien op het wapenembargo en de mensenrechten, met speciale aandacht in dat verband voor kinderen en vrouwen. De taak om hoge ambtenaren en politici te beveiligen zou op 31 december al overgaan op de overheid zelf.

## Verwante resoluties
- Resolutie 2062 Veiligheidsraad Verenigde Naties (2012)
- Resolutie 2101 Veiligheidsraad Verenigde Naties
- Resolutie 2153 Veiligheidsraad Verenigde Naties (2014)
- Resolutie 2162 Veiligheidsraad Verenigde Naties (2014)

Lijst ·  2086 ·  2087 ·  2088 ·  2089 ·  2090 ·  2091 ·  2092 ·  2093 ·  2094 ·  2095 ·  2096 ·  2097 ·  2098 ·  2099 ·  2100 ·  2101 ·  2102 ·  2103 ·  2104 ·  2105 ·  2106 ·  2107 ·  2108 ·  2109 ·  2110 ·  2111 ·  2112 ·  2113 ·  2114 ·  2115 ·  2116 ·  2117 ·  2118 ·  2119 ·  2120 ·  2121 ·  2122 ·  2123 ·  2124 ·  2125 ·  2126 ·  2127 ·  2128 ·  2129 ·  2130 ·  2131 ·  2132